# Лейді Соліс
Лейді Соліс (ісп. Leydi Solis, 17 лютого 1990 року) — колумбійська важкоатлетка, срібна призерка Літніх олімпійських ігор 2008, дворазова чемпіонка світу.

## Біографія
Лейді Соліс народилася 17 лютого 1990 року у Тулуа. Почала займатися важкою атлетикою з десяти років. У 2007 році Соліс перемогла на Панамериканських іграх у ваговій категорії до 63 кг. На Олімпійських іграх у Пекіні (2008) важкоатлетка стала другою у ваговій категорії до 69 кг. Чемпіонат світу з важкої атлетики у 2017 році став для Лейді Соліс переможним. Через 2 роки на світовій першості у Паттайї Лейді знову перемогла (вагова категорія до 81 кг).

## Виступи на Олімпіадах
| Олімпіада  | Дисципліна | Місце   |
| ---------- | ---------- | ------- |
| Пекін 2008 | до 69 кг   | 2       |
| Ріо 2016   | до 69 кг   | 4 місце |